# کوولا
کُووُلا (به لاتین: Kouvola) یک شهرک و شهرستان در فنلاند است که در کیمنلاکسو واقع شده‌است.

## خصوصیات
کُووُلا ۶۰٬۷۷۶ نفر جمعیت دارد.

## خواهرخوانده
شهرهای مولهایم آن در رور، هاگن، وولوگدا، بالاتنفورد و گوتزرو خواهرخوانده‌های کُووُلا هستند.